# Ivan Tepeš
Ivan Tepeš (ur. 8 sierpnia 1980 w Zagrzebiu) – chorwacki polityk i samorządowiec, poseł do Zgromadzenia Chorwackiego, od 2014 do 2016 przewodniczący Chorwackiej Partii Prawa dr. Ante Starčevicia (HSP AS).

## Życiorys
Ukończył studia z zakresu historii i etnologii. Pracował w centrum kulturalno-informacyjnym. Od 1999 był działaczem prawicowej Chorwackiej Partii Prawa. W 2009 przeszedł do tworzonej przez Ružę Tomašić Chorwackiej Partii Prawa dr. Ante Starčevicia. Był członkiem władz tego ugrupowania, a w 2012 objął w nim funkcję pierwszego wiceprzewodniczącego. W 2013 został wybrany do rady miejskiej Zagrzebia.
Gdy w 2014 Ruža Tomašić opuściła HSP AS, Ivan Tepeš stanął na czele tego ugrupowania. Kontynuował współpracę tej partii z Koalicją Patriotyczną skupioną wokół Chorwackiej Wspólnoty Demokratycznej. Z jej listy w wyborach w 2015 uzyskał mandat posła do Zgromadzenia Chorwackiego. W 2016 HDZ nie odnowiła koalicji, a kierowana przez Ivana Tepeša partia znalazła się poza parlamentem. Ustąpił wówczas z funkcji jej przewodniczącego, odmówił także mimo możliwości objęcia zwolnionego przez Davora Stiera mandatu eurodeputowanego VIII kadencji.